# Liste der Kulturdenkmale in Dassendorf
In der Liste der Kulturdenkmale in Dassendorf sind alle Kulturdenkmale der schleswig-holsteinischen Gemeinde Dassendorf (Kreis Herzogtum Lauenburg) aufgelistet (Stand: 10. März 2025).

## Legende
In den Spalten befinden sich folgende Informationen:
- Objekt-ID: die Nummer des Kulturdenkmales
- Lage: die Adresse des Kulturdenkmales und die geographischen Koordinaten. Kartenansicht, um Koordinaten zu setzen. In der Kartenansicht sind Kulturdenkmale ohne Koordinaten mit einem roten Marker dargestellt und können in der Karte gesetzt werden. Kulturdenkmale ohne Bild sind mit einem blauen Marker gekennzeichnet, Kulturdenkmale mit Bild mit einem grünen Marker.
- Offizielle Bezeichnung: Bezeichnung des Kulturdenkmales
- Beschreibung: die Beschreibung des Kulturdenkmales
- Bild: ein Bild des Kulturdenkmales

## Bauliche Anlagen
| Objekt-ID | Lage                                      | Offizielle Bezeichnung | Beschreibung | Bild |
| --------- | ----------------------------------------- | ---------------------- | --- | ---- |
| 36955     | Am Brink 3 (53° 29′ 27″ N, 10° 22′ 26″ O) | Wohnhaus               | Das Wohnhaus aus dem Anfang des 20. Jahrhunderts ist ein eingeschossiger, traufständiger Mauerwerksbau unter einem Schopfwalmdach mit einem straßenseitigen Mittelrisalit mit Schweifgiebel. - Begründung: geschichtlich, städtebaulich - Schutzumfang: gesamtes Objekt - Denkmaltyp: Bauliche Anlage | BW   |